# 苏尔茨塔尔
苏尔茨塔尔是德国巴伐利亚州的一个市镇。总面积15.05平方公里，总人口892人，其中男性456人，女性436人（2011年12月31日），人口密度59人/平方公里。